# Культурное наследие Бельгии

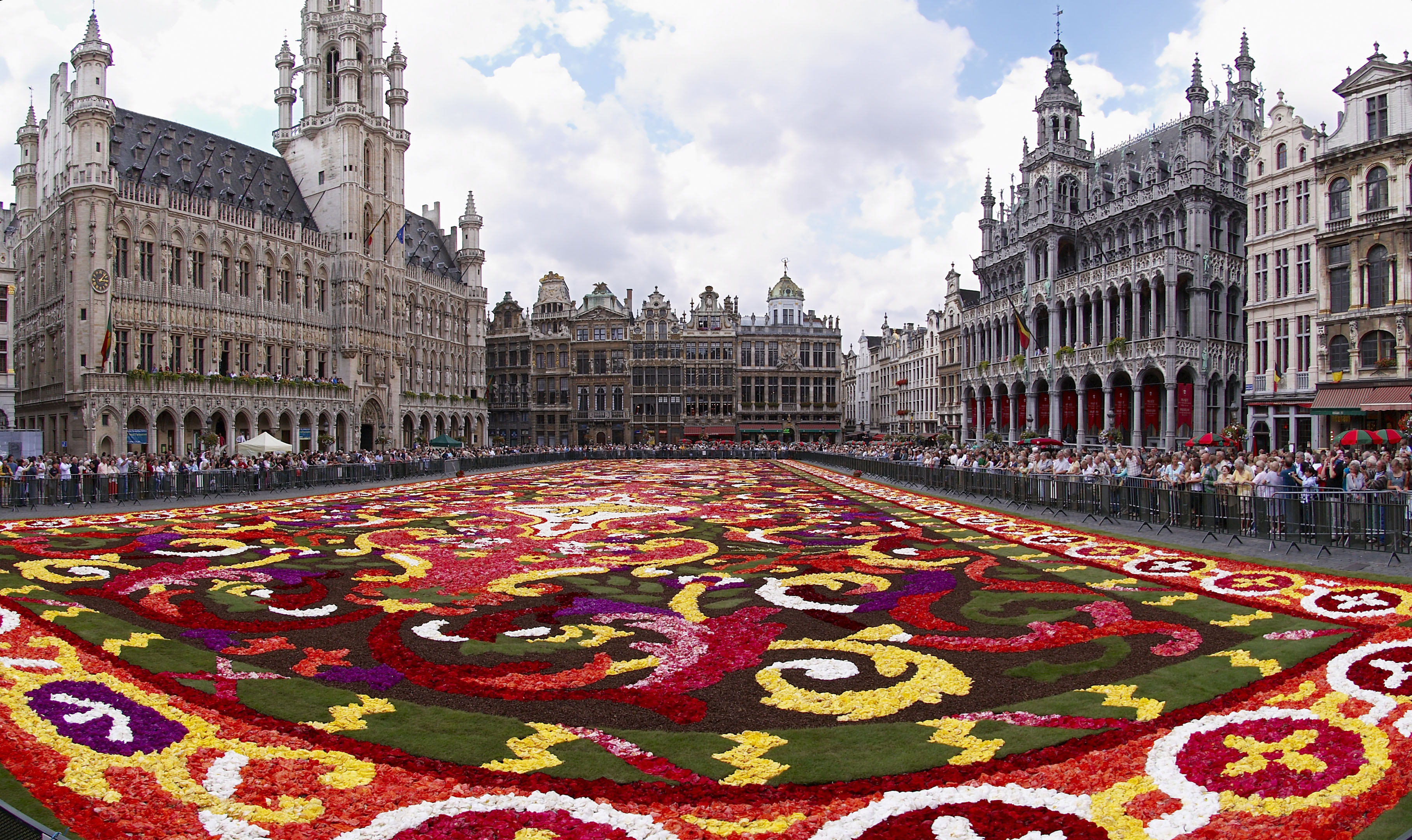
Площадь Площадь Гран-Плас в Брюсселе

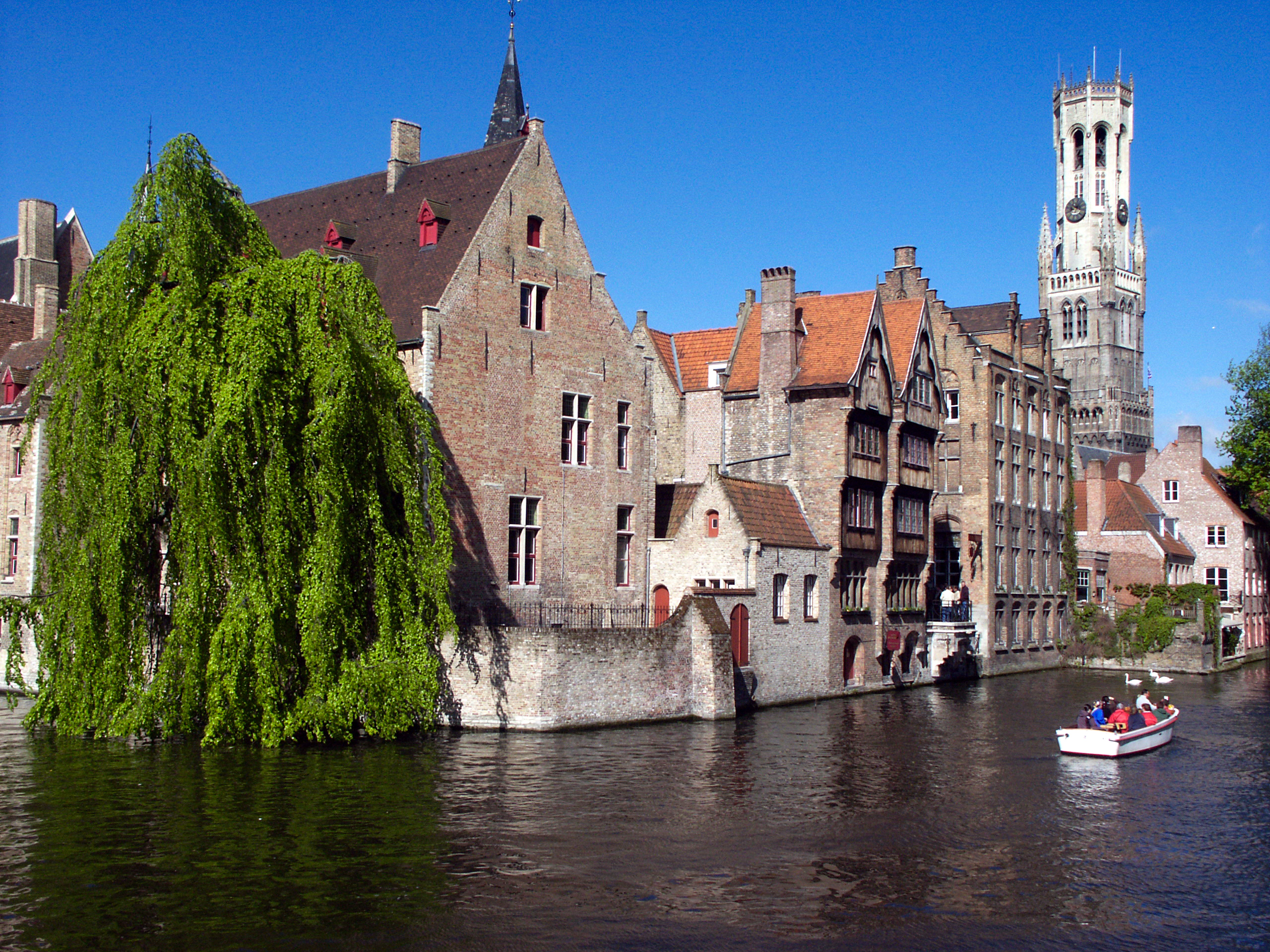
Исторический центр города Брюгге

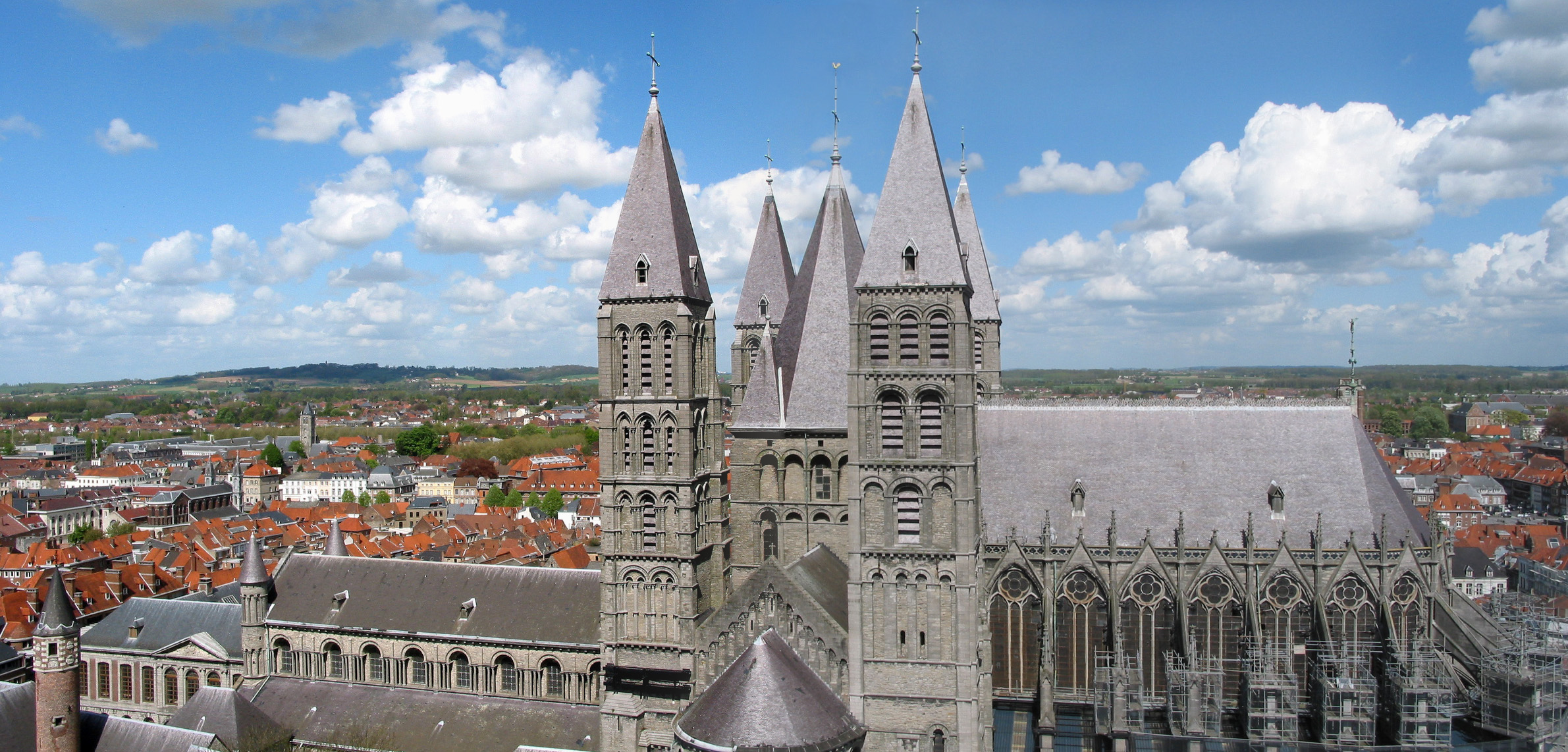
Кафедральный собор Нотр-Дам в городе Турне

Культурное наследие Бельгии (нидерл. Cultureel erfgoed in België, фр. Patrimoine culturel en Belgique, нем. Kulturerbe in Belgien) — совокупность культурного наследия и культурных ценностей Бельгии во всём их многообразии: материальных и нематериальных, движимых и недвижимых. Бельгия обладает богатым культурным наследием, включающим объекты всемирного наследия и нематериального наследия ЮНЕСКО.

## История
Начало охране культурного наследия Бельгии было положено ещё в 1835 году, когда была основана Королевская комиссия монументов и ландшафтов (нидерл. Koninklijke Commissie voor Monumenten en Landschappen, фр. Commission Royale des Monuments et des Sites). Однако, этот орган имел лишь совещательные полномочия. Первый закон об охране памятников истории в Бельгии был принят в 1931 году.
После Второй Мировой войны система охраны памятников истории и культурного наследия Бельгии была регионализирована. В настоящее время полномочия по охране памятников истории переданы федеральным регионам — Брюссельскому Столичному, Фламандскому и Валлонскому. На территории Немецкоязычного сообщества (формально входит в состав Валлонского региона) полномочия переданы властям сообщества.
На федеральном уровне продолжает функционировать Федеральное научное учреждение (нидерл. Federale Wetenschappelijke Instelling, фр. Etablissement scientifique fédéral), в состав которого, в частности, входят несколько важных брюссельских музеев (Королевские музеи изящных искусств, Королевские музеи искусства и истории, Королевский музей Центральной Африки, Королевский музей армии и военной истории Бельгии и их филиалы), Королевская библиотека Бельгии и Королевский институт художественного наследия — институт, занимающийся реставрацией произведений искусства.

## Всемирное наследие и Нематериальное наследие
В общей сложности в Бельгии насчитывается двенадцать объектов Всемирного наследия ЮНЕСКО, из них три — в Брюссельском Столичном регионе, пять — во Фламандском и четыре — в Валлонском.
К признанным ЮНЕСКО объектам нематериального наследия Бельгии относятся, в частности, шествия гигантских кукол (совместно с Францией) и конный промысел креветок в Остдёйнкерке.

## По регионам

### Брюссельский столичный регион
Охраной культурного наследия на территории Брюссельского Столичного региона занимается Дирекция культурного наследия (фр. Direction du Patrimoine culturel, нидерл. Directie Cultureel erfgoed). Брюссельская дирекция культурного наследия ведет учёт и составляет списки архитектурного, природного, археологического и нематериального наследия Брюссельского столичного региона.

### Фламандский регион
Охраной недвижимого наследия (памятников архитектуры, археологии и охраняемых природных территорий) на территории Фламандского региона занимается Агентство Недвижимое наследие (нидерл. Agentschap Onroerend Erfgoed). Охраной движимого и нематериального наследия занимаются так называемые «ячейки наследия» (нидерл. erfgoedcellen), которые организованы на локальном уровне и работают «под шефством» фламандского правительства.

### Валлонский регион
Охраной культурного наследия Валлонского региона занимается Институт валлонского наследия (фр. Institut du patrimoine wallon).

### Немецкоязычное сообщество
Немецкоязычное сообщество входит в состав Валлонского региона, которому принадлежат полномочия в области охраны культурного наследия. Однако, Валлонский регион передал эти полномочия администрации Немецкоязычного сообщества. В Немецкоязычном сообществе охраной культурного наследия занимается Королевская комиссия памятников, ландшафтов и раскопок (нем. Königliche Denkmal-, Landschafts- und Ausgrabungskommission).